# Västibyn
Västibyn is een plaats in de gemeente Umeå in het landschap Västerbotten en de provincie Västerbottens län in Zweden. De plaats heeft 219 inwoners (2005) en een oppervlakte van 23 hectare.
Hij ligt aan de noordoever van het meer Tavelsjön en wordt in het noorden omringd door bos. In het gebied direct ten oosten en ten westen van Västibyn ligt vooral landbouwgrond.